# Ipoema
Ipoema é um distrito do município brasileiro de Itabira, no interior do estado de Minas Gerais. Segundo o censo demográfico de 2022, realizado pelo Instituto Brasileiro de Geografia e Estatística (IBGE), sua população era de 2 517 habitantes e havia 961 domicílios particulares permanentes ocupados. Possui área de 262,94 km² conforme a Fundação João Pinheiro (FJP).
De acordo com o IBGE, em 2010 a população era de 2 746 habitantes e havia 1 331 domicílios particulares.
Foi criado pela lei municipal nº 26, de 23 de maio de 1894, então com o nome de Aliança. Passou a se chamar Ipoema pelo decreto-lei estadual nº 1.058 de 31 de dezembro de 1943.

## Turismo
Ipoema é procurada por suas belezas naturais, principalmente por suas cachoeiras, mas também tem como destaque o Museu do Tropeiro, que desde 2 de abril de 2003 reúne mais de 500 objetos relativos aos tropeiros e realiza exposições temáticas.

### Cachoeiras em Ipoema
- Cachoeira Alta
- Cachoeira Boa Vista
- Cachoeira Patrocínio Amaro
- Cachoeira do Meio

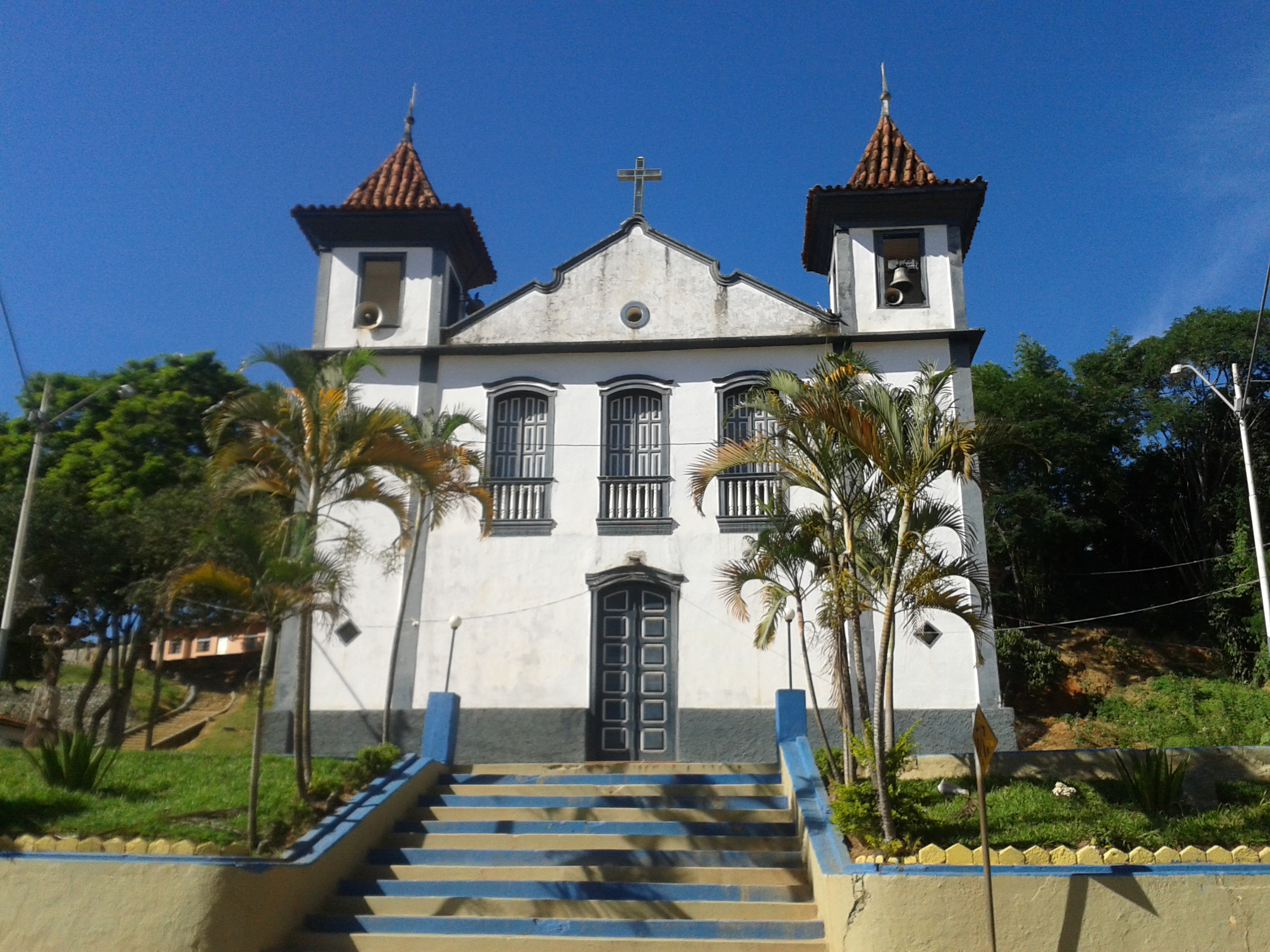
Igreja Matriz de Nossa Senhora da Conceição
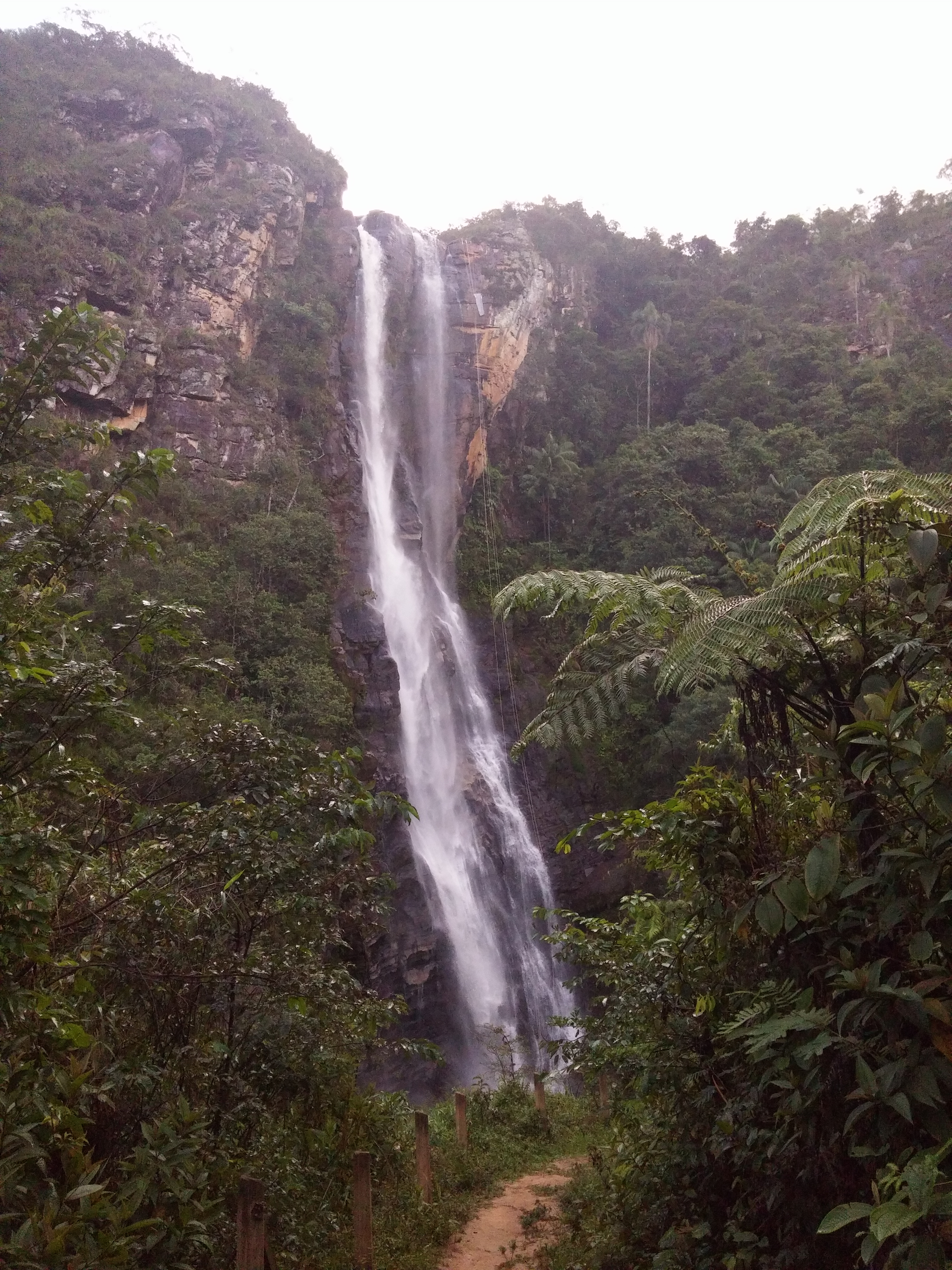
Cachoeira Alta em Ipoema